# Ирландский везунчик
«Ирландский везунчик» (англ. The Luck of the Irish) — американский оригинальный фильм канала Disney 2001 года. По традиции Disney Channel ежегодно демонстрирует его накануне Дня святого Патрика.

## Сюжет
Кайл Джонсон — типичный подросток, которому почему-то всё время везёт. Из-за этого он является самым популярным парнем в школе, лучшим баскетболистом в школьной команде, и круглым отличником (гадает ответы на всех экзаменах). Когда в школе близится День наследия, когда ученикам необходимо представить на сцене культуру своих предков (ведь Америка — страна иммигрантов), Кайлу становится интересно, откуда он произошёл. Однако его родители отказываются говорить на эту тему, раскрывая лишь то, что отец Кайла — родом из Кливленда, что ничего не говорит Кайлу о его корнях. Вместе со своим другом Расселом, Кайл посещает ирландский фестиваль, где на сцене выступает степ-танцор Шеймус Мактирнен. Там же он встречает странного старика-ирландца, который ведёт себя, как будто знает его.
На следующее утро удача покидает Кайла, и всё у него идёт не так. Даже его мать начинает вести себя странно, разговаривая с ирландским акцентом и давая ему в школу на обед ведро с какой-то вонючей жидкостью. На уроке физики он узнаёт, что его счастливую монетку, которую он всегда носит на шее, кто-то украл (его монета — из чистого золота, а подделку притягивает магнит). Он также вдруг замечает, что его волосы обрели рыжий цвет, а его уши — стали острыми. Вернувшись домой, он обнаруживает, что его мать уменьшилась до маленьких размеров. Она раскрывает, что происходит из семьи лепреконов и что Кайл тоже является наполовину лепреконом. Кайл признаётся, что потерял свою счастливую монету, после чего узнаёт, что монета является символом семейной удачи лепреконов. Он также узнаёт, что тот странный старец на фестивале является его дедом по материнской линии, который отказался от дочери, когда она решила выйти за американца и, более того, за человека. Кайл и его отец Боб направляются на фабрику по производству чипсов, владельцем которой является Райли О’Райли, дед Кайла. Там Кайл узнаёт, что его дед непричастен к пропаже монеты, так как он сам теряет удачу и становится похож на настоящего старика, так как ему уже более 200 лет. Райли раскрывает что, вероятнее всего, вором является Шеймус Мактирнен, который на самом деле является фер-дарригом, злобным феем. Герои пытаются задержать злодея, но тот убегает со своими прихвостнями.
Проходит дождь, и Райли видит радугу. Он утверждает, что может найти горшок с золотом в конце радуги. Этот горшок оказывается в фургоне Мактирнена, полный золотых монет, украденных у многих лепреконов. Кайл находит свою и убеждает жадного деда оставить остальные монеты. На выходе их останавливает Мактирнен, взявший Райли в плен. Помня, как дед предупреждал его, что фер-дарриги обожают любую азартную игру, Кайл заключает пари со злодеем: если Кайл победит Шеймуса в спортивных играх, то тот освобождает Райли, если же нет — то Кайл отдаёт свою монету фею. Будучи хитрецом, Шеймус устраивает состязания из старых ирландских спортивных игр (хёрлинг, метание копья, борьба, степ-танцы, и т. п.). Кайлу удаётся одержать ничью, но Шеймус утверждает, что выиграл, так как, по условиям пари, Кайл его не победил. Отдав монету, Кайл предлагает ещё одно пари, выставляя свою свободу как приз. Если он победит в баскетболе, то Шеймус возвращает украденное, освобождает Райли и соглашается быть навеки заточён в берегах Эри, откуда родом его отцы. Фар-дарриг соглашается, и Райли и Рассел появляются в самый разгар школьного чемпионата по баскетболу. Шеймус играет на другую команду, и Кайл, без монеты, не может его одолеть. Затем Райли даёт Расселу его собственную счастливую монету, и Рассел начинает играть гораздо лучше. Кайл понимает, что это всего лишь обман, но Райли объясняет, что удача — не более чем иллюзия. Главное — верить в себя. Кайл принимает это, и ему удаётся победить.
Проигравший злодей исполняет обещанное, но утверждает, что у него есть ещё горы подобных монет в Ирландии, считая, что отправляется туда. Кайл напоминает ему условие об озере Эри. Шеймус насмехается над глупым американцем, поправляя его, что та земля, откуда родом его отцы, называется Эйре (название страны на ирландском языке), а не Эри. Кайл усмехается и раскрывает, что его отец родом с Кливленда (город рядом с озером Эри в штате Огайо). Шеймус успевает лишь ужаснуться тому, как просто его провели, и улетает в озеро.
На День наследия Кайл исполняет степ-танец, а затем даёт речь о том, что корни важны, но не настолько, насколько важно то, каким человек является сейчас. Вместе с друзьями он начинает петь «Это — наша земля» («This Land Is Your Land»), и песню подхватывают все в зале.

## В ролях
| Актёр           | Роль                           |
| --------------- | ------------------------------ |
| Райан Мерриман  | Кайл Джонсон                   |
| Генри Гибсон    | Райли О'Райли                  |
| Алексис Лопес   | Бонни Лопес                    |
| Марита Джерати  | Кейт О'Райли Джонсон/Кейт Смит |
| Гленндон Чатман | Рассел Халлоуэй                |
| Пол Кирнан      | Боб Джонсон/Роберт Смит        |
| Тимоти Омандсон | Шеймус Мактирнен               |
| Дуэйн Стивенз   | Патрик                         |
| Чарльз Халфорд  | Макдермот                      |